# Schiffermuellerina grandis
Schiffermuelleria grandis là một loài bướm đêm thuộc họ Oecophoridae. Nó được tìm thấy ở châu Âu.
Sải cánh dài khoảng 15 mm. Con trưởng thành bay từ tháng 5 đến tháng 6 tùy theo địa điểm.
Ấu trùng ăn vỏ cây thối rữa.